# 2012년 홈스 공세
2012년 홈스 공세(2012 Homs offensive)는 2012년 2월부터 4월까지 홈스에서 발생한 일련의 폭격 사태이다.